# Haruna Babangida
Haruna Babangida (* 1. Oktober 1982 in Kaduna) ist ein nigerianischer ehemaliger Fußballspieler auf der Position des Stürmers. Er besitzt auch die spanische Staatsbürgerschaft. Haruna ist der jüngere Bruder von Tijani Babangida und Celestine Babayaro.

## Karriere
Babangida startete seine Karriere in Nigeria beim Shooting Stars FC. Im Alter von 13 Jahren entdeckten ihn Talentspäher des niederländischen Topklubs Ajax Amsterdam, der bekannt für seine exzellente Jugendarbeit ist. In diesem Alter verließ er seine Heimat und spielte für Ajax. Nur ein Jahr später wurde er bei einem Jugendturnier von der Jugendabteilung des FC Barcelona gesichtet, die ihn danach unter Vertrag nahmen. Mit 15 Jahren trainierte er zum ersten Mal mit dem A-Kader der Katalanen. Hier konnte er sich nicht durchsetzen, spielte aber im Alter von sechzehn Jahren für die Reserve FC Barcelona B in der Segunda División. Er wurde im Jahr 2002 an den Zweitligisten FC Terrassa verliehen, konnte jedoch nur vier Treffer erzielen. In der nächsten Saison lieh ihn der FC Cádiz aus, bei dem er sich ebenfalls nicht durchsetzen konnte. 2004 nahm ihn der ukrainische Erstligist Metalurg Donezk unter Vertrag. Nach einer Saison mit nur zwei Toren in zehn Spielen wechselte er nach Griechenland zu Olympiakos Piräus, wo er bis zum 25. Mai 2007 unter Vertrag stand. Mit Piräus wurde er 2006 und 2007 griechischer Meister, sowie 2006 auch griechischer Pokalsieger. In seinem ersten Spiel für den neuen Arbeitgeber Apollon Limassol erzielte Babangida gegen dessen Erzrivalen AEL Limassol (4:3)  zwei Tore.
Zu Saisonbeginn 2010/11 wechselte Babangida ablösefrei zum deutschen Bundesligisten 1. FSV Mainz 05. Der Vertrag wurde zum 31. Dezember 2010 allerdings bereits wieder aufgelöst, da er laut Manager Heidel trotz seiner Qualitäten nicht zur Spielweise der Mannschaft passe.
Zum 1. Januar 2011 wechselte Babangida zum niederländischen Erstligisten Vitesse Arnheim. Dort kam er zu sieben Einsätzen und erzielte ein Tor. Am Ende der Saison 2010/11 musste er den Verein wieder verlassen.
Nach einem halben Jahr ohne Verein wurde Babangida im Januar 2012 vom österreichischen Erstligisten SV Kapfenberg verpflichtet. Auch dort dauerte das Engagement nicht lange. Erst 2015 war er nochmals, erneut nur für ein halbes Jahr, aktiv, diesmal in der Maltese Premier League.

### Erfolge
- Griechischer Meister: 2005/06, 2006/07
- Griechischer Pokalsieger: 2005/06

## Nationalmannschaft
Für die Nationalelf machte Babangida im August 2003 gegen Japan sein erstes und bisher einziges Länderspiel.